# マル井 (長野県)
マル井（マルイ）は、長野県安曇野市に本社を置くワサビ商品を製造する企業。

## 事業所
- 本社・豊科工場: 長野県安曇野市
- 東京支店: 東京都中央区
- 大阪支店: 大阪市東淀川区
- 仙台営業所: 仙台市若林区